# Liste des automobiles Lotus
Pour les articles homonymes, voir Lotus.
Les automobiles Lotus sont les voitures construites par le constructeur britannique Lotus.
Fondée en 1952 par Anthony Colin Bruce Chapman et basée à Hornsey, un quartier du nord de Londres, la société a produit depuis ses débuts un grand nombre de modèles tant pour la route que pour la compétition.
Cet article recense les différents modèles de Lotus produits au fil des années, dans chacune des catégories.

## Modèles routiers

### De 1957 à 1979
- Lotus Seven S1 / S2 / S3 (1957-1970)[1]
- Lotus Elite Type 14 (1957-1963)
- Lotus Elan S1 / S2 Type 26 (1962-1971)[1]
- Lotus Cortina (1963-1966)
- Lotus Elan coupé Type 36 (1965-1968)[1]
- Lotus Elan S3 / S4 / S4 Sprint Type 45[1]
- Lotus Europe Type 46 (1966-1968)[1], version à moteur central Renault 16[2]
- Lotus Elan +2 Type 50 (1967-1974)[1]
- Lotus Europa Type 54[1], version à moteur Ford et culasse Lotus Twin Cam (1968-1970)
- Lotus Seven S4 Type 60 (1970-1973)[1]
- Lotus Europa S2 Type 65 (1969-1971)[1]
- Lotus Europa Twincam Type 74 (1971-1972)
- Lotus Europa Twincam Spécial type 74 (1972- 1975)
- Lotus Elite II Type 75 et Lotus Eclat Type 76 (1975-1982)
- Lotus Esprit Type 79 (1975-1980)[1]

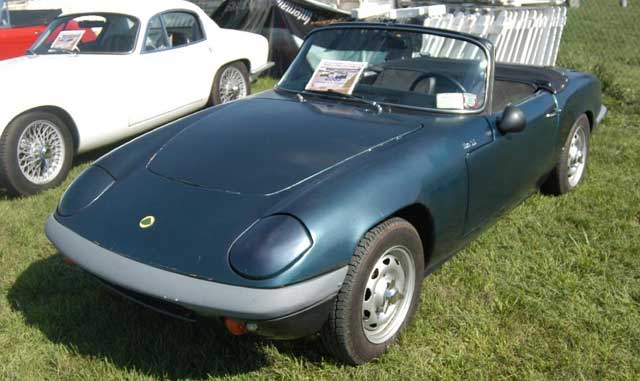
Lotus Elan.
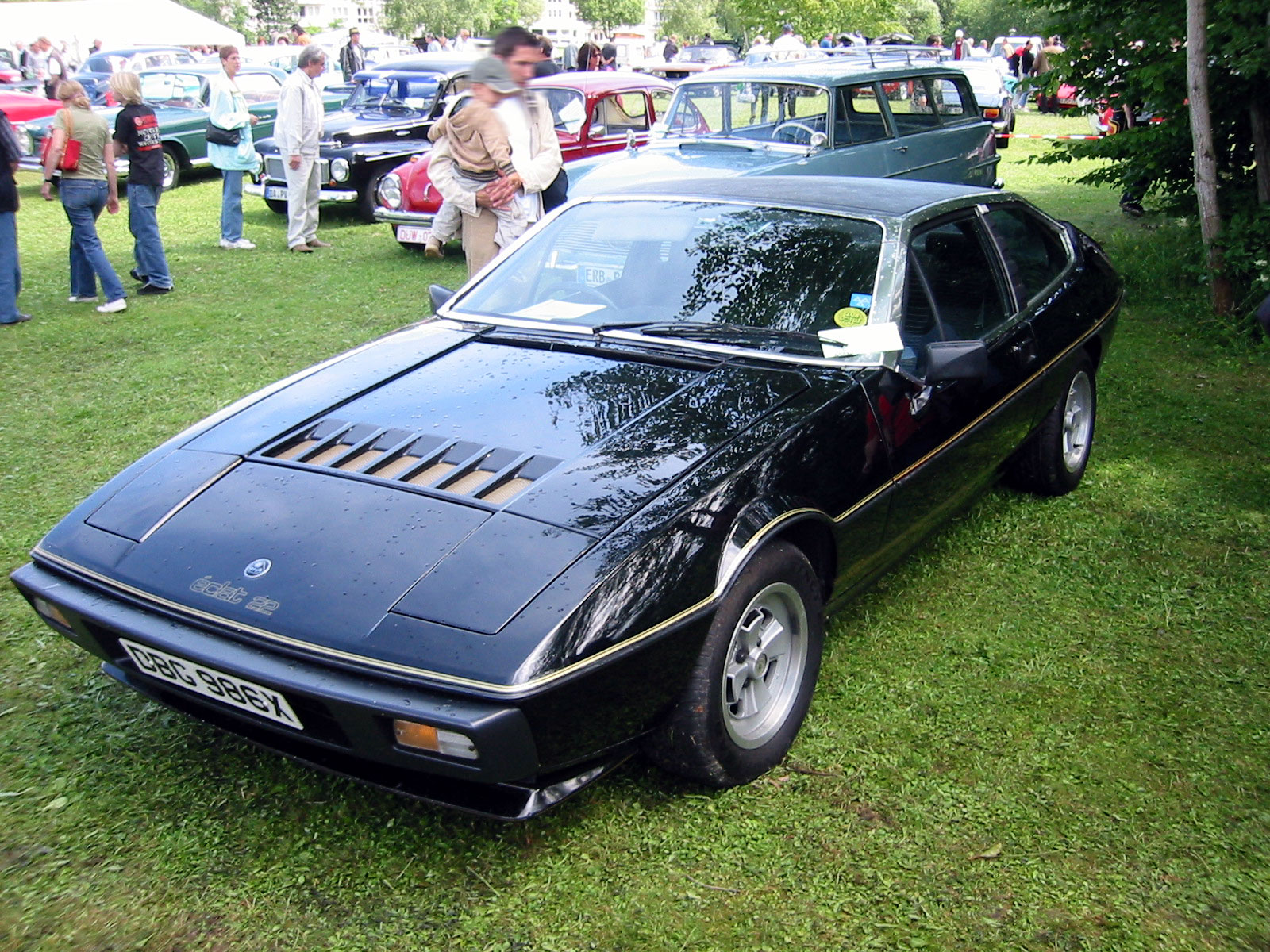
Lotus Eclat 2.2.
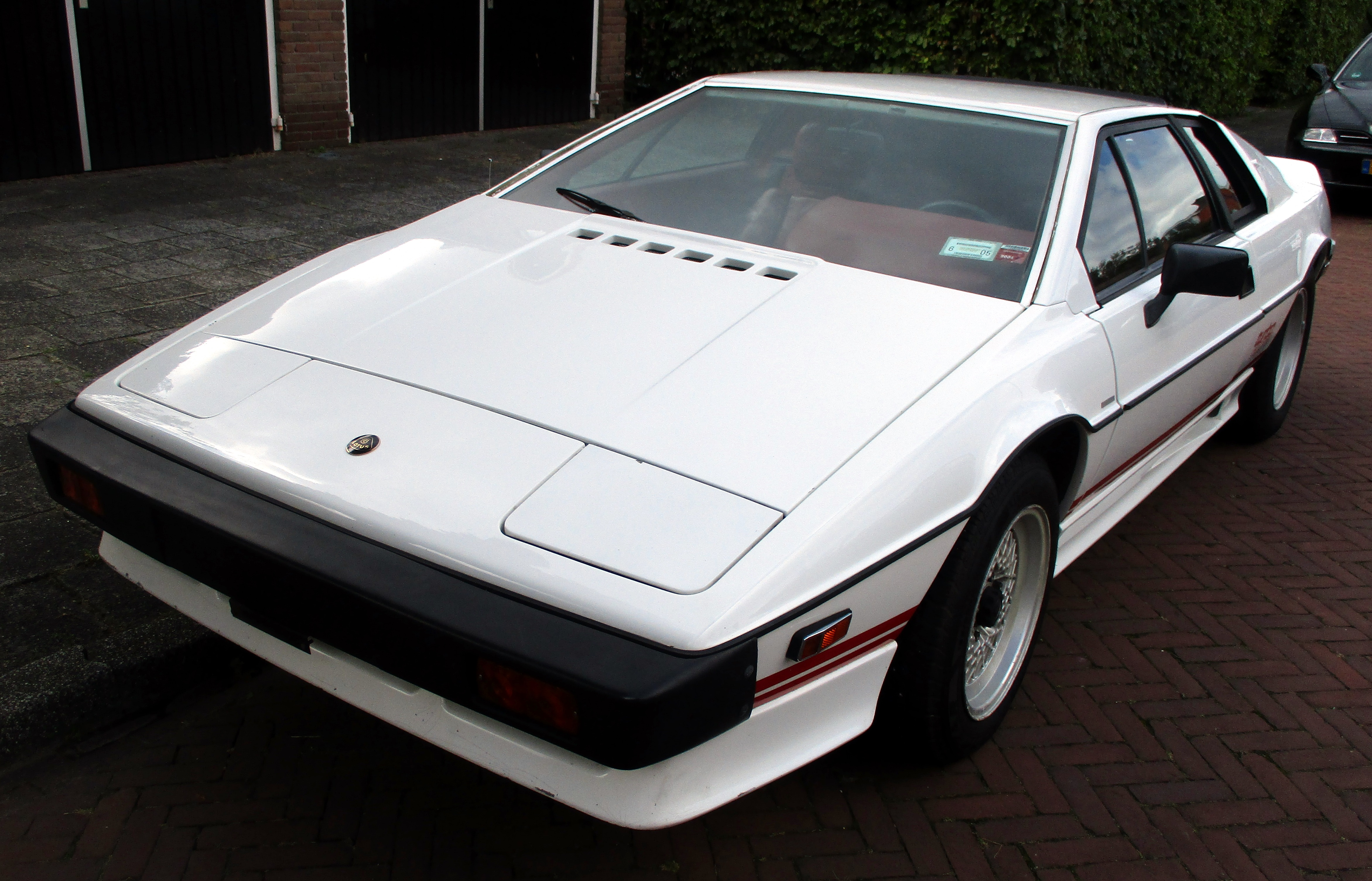
Lotus Esprit Turbo.

### De 1980 à 1989
- Lotus Excel GT Type 89 (1982–1992)[1], évolution du modèle Eclat[3]
- Lotus Elan Type M100 (1989–1995)[1], unique modèle traction produit par Lotus[4]

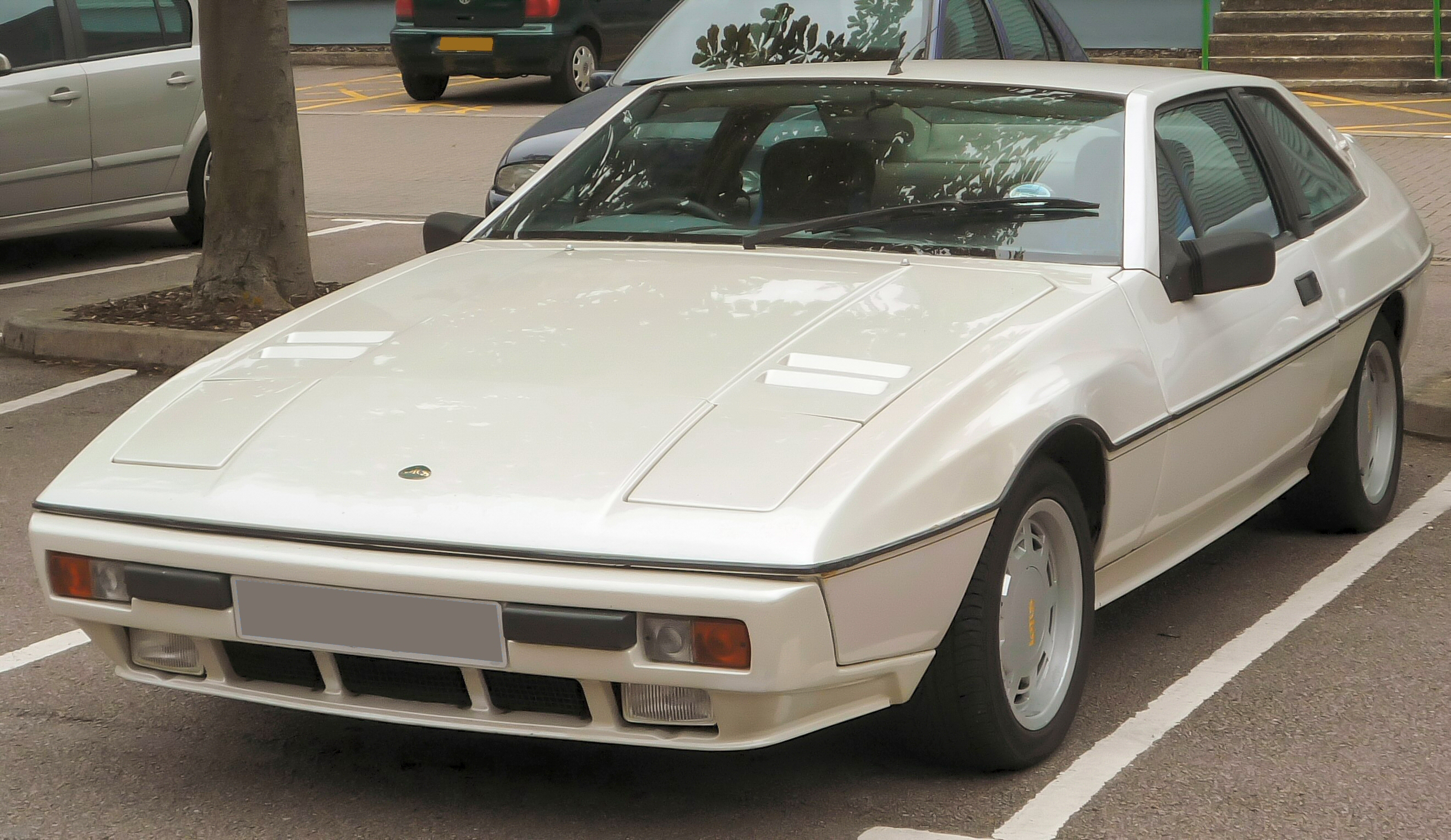
Lotus Excel.
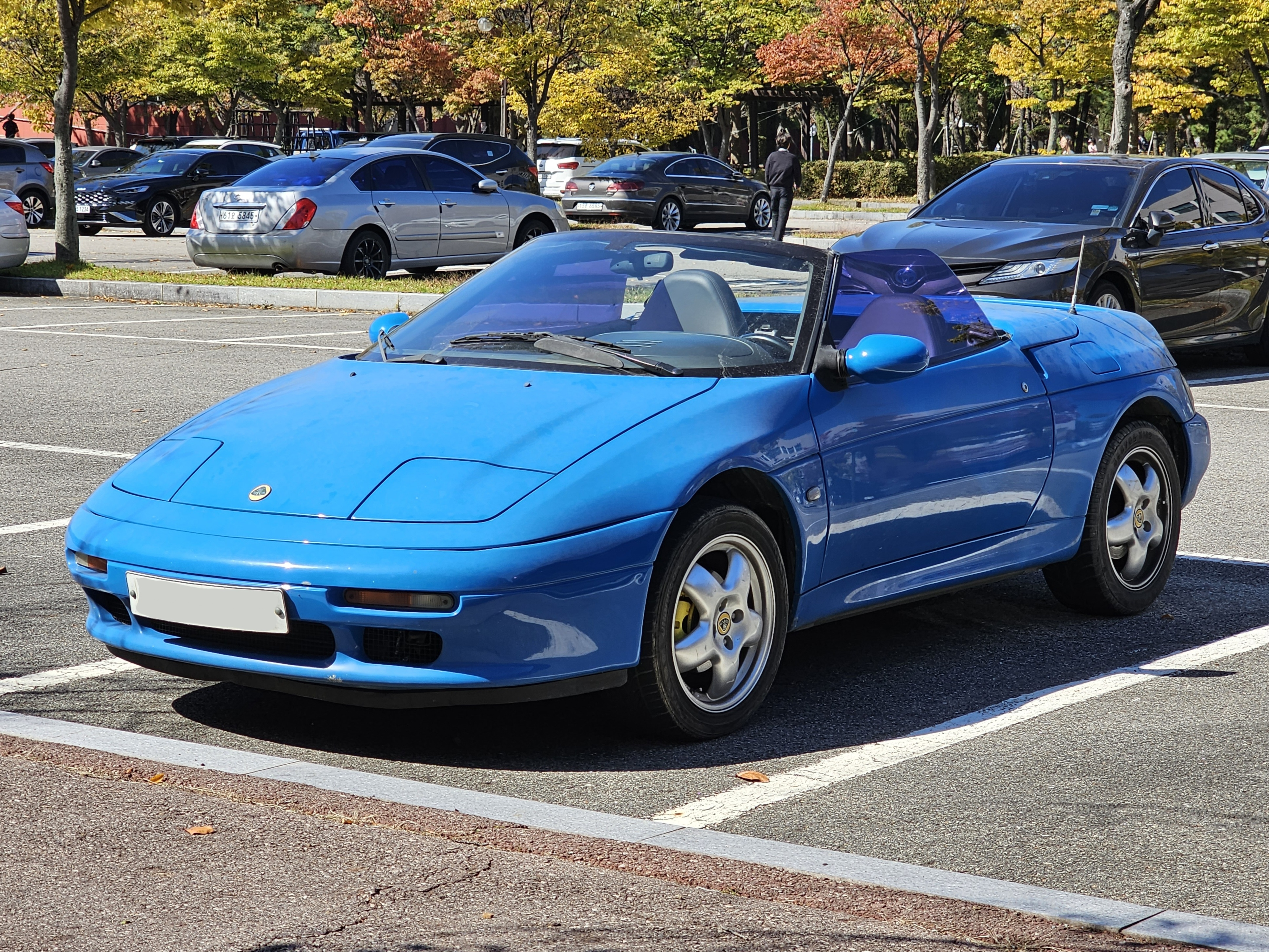
Lotus Elan M100.

### De 1990 à 1999
- Lotus Carlton Type 104 (1990-1992), version extrapolée du modèle Vauxhall du même nom (Opel Omega A)
- Lotus Elise S1 Type 111 (1996-2001)[5]
- Lotus 340R (1999)[1]

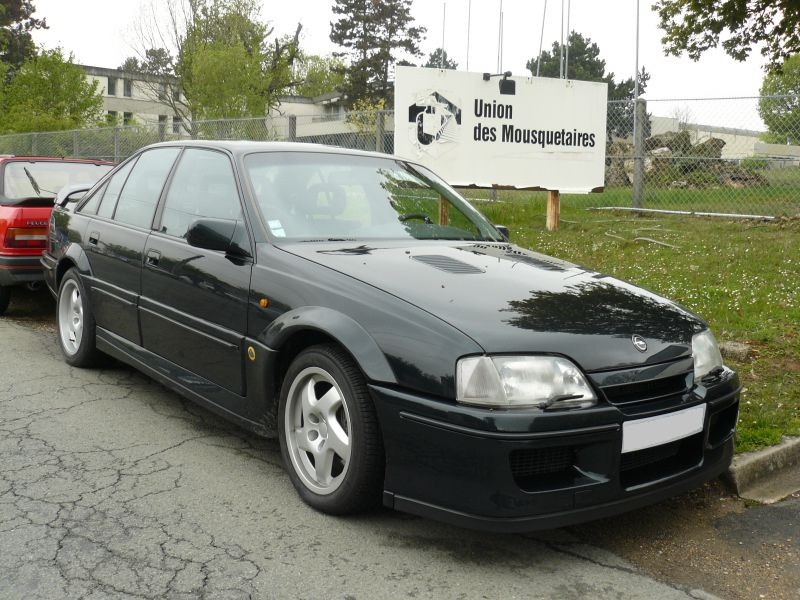
Lotus Carlton.
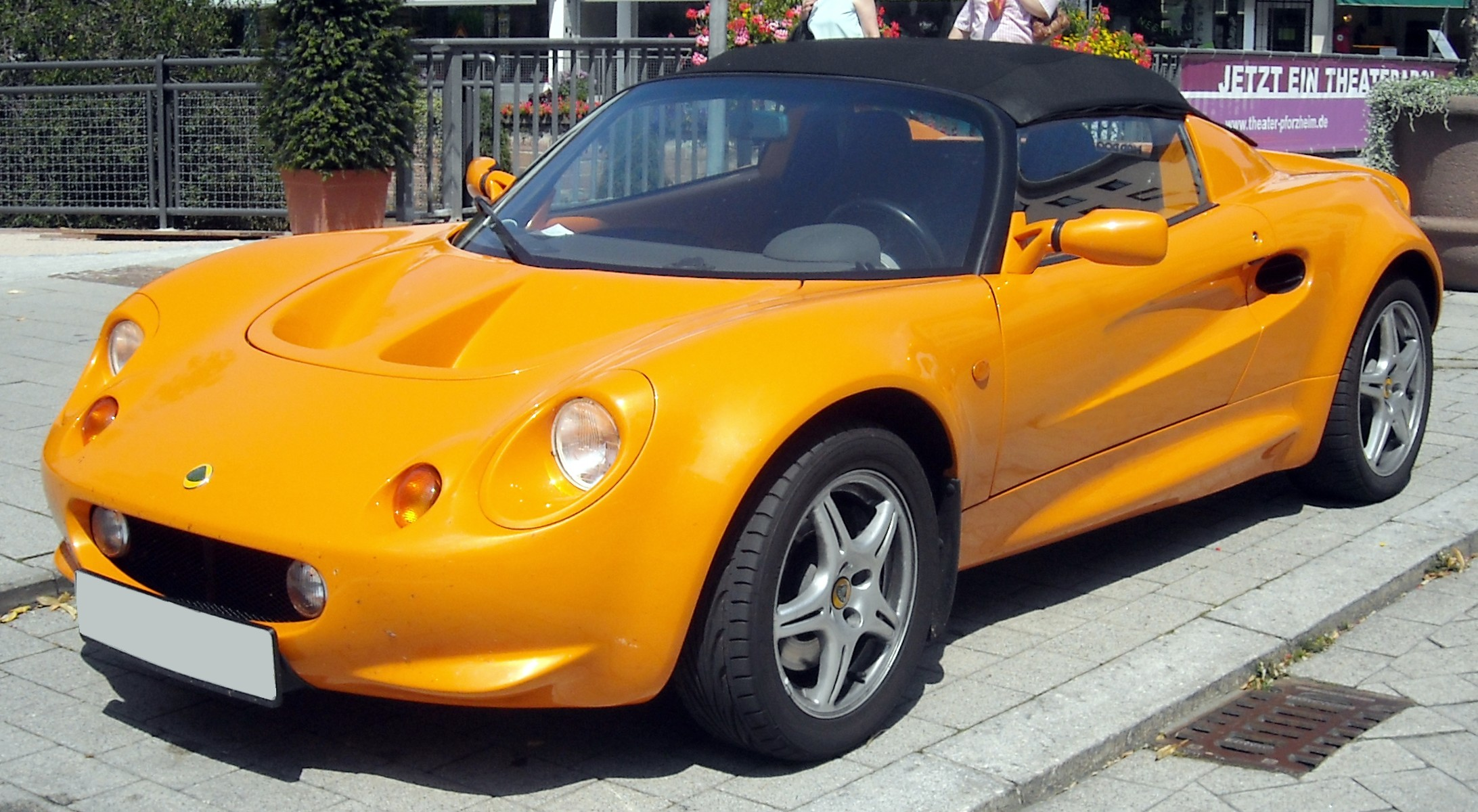
Lotus Elise front S1.
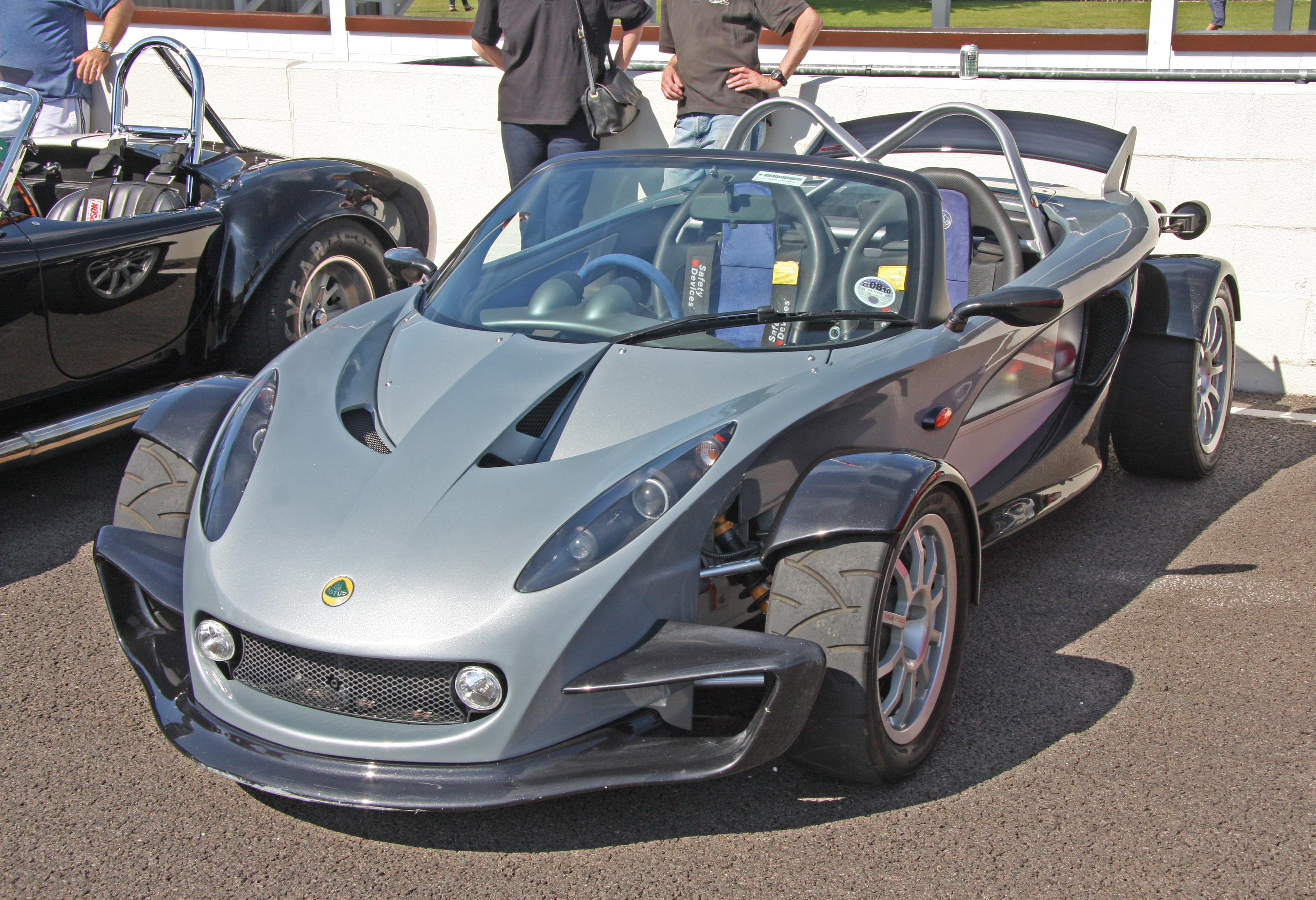
Lotus 340R.

### De 2000 à 2009
- Lotus Exige S1 (2000-2002)[5]
- Lotus Elise S2 Type 117 (2001-2010)[5]
- Lotus Exige S2 (2000-2011)[5]
- Lotus Europa Type 121 (2006-2010)[1]
- Lotus Evora (2009-2021)[5]

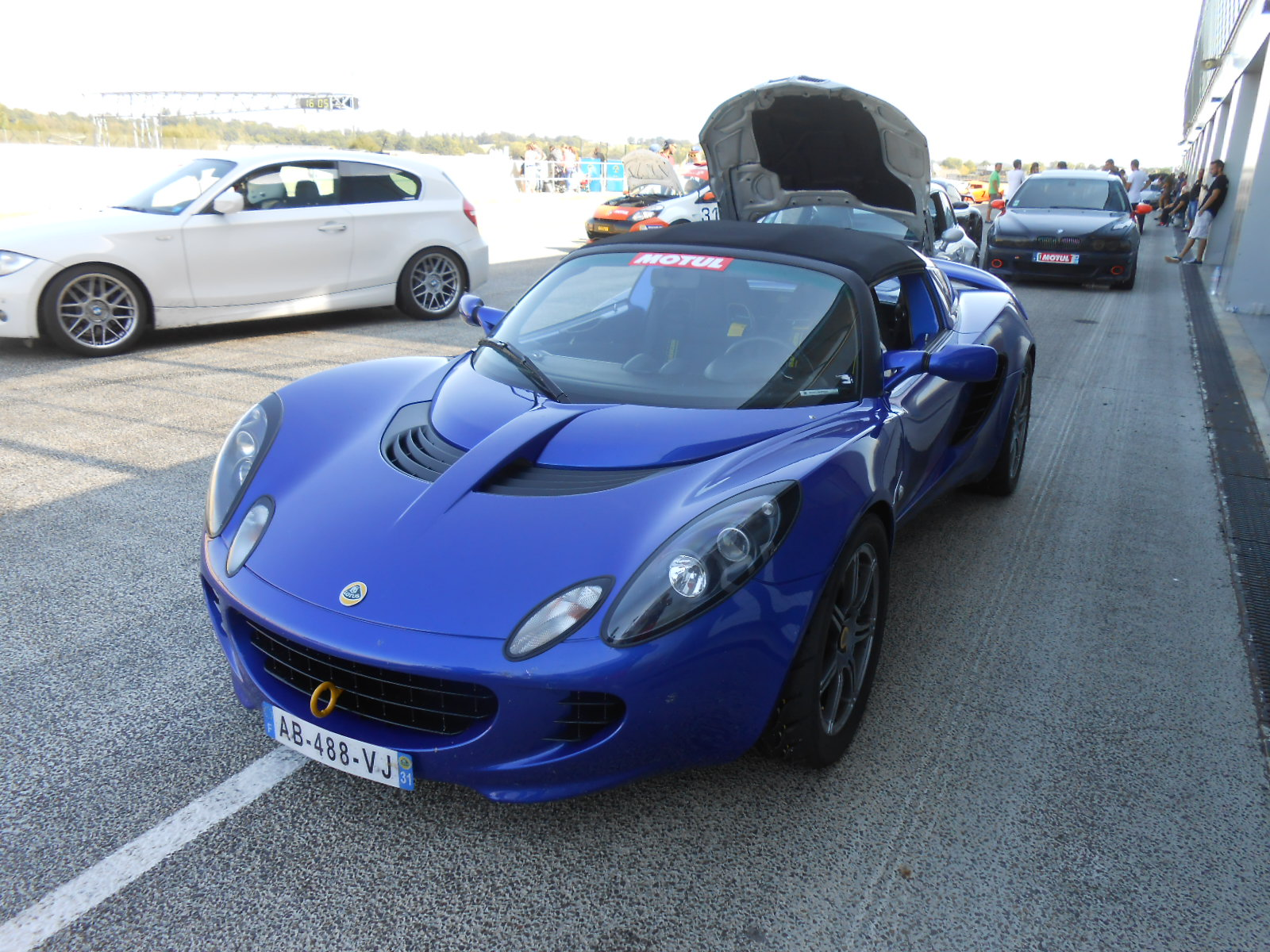
Lotus Elise S2.
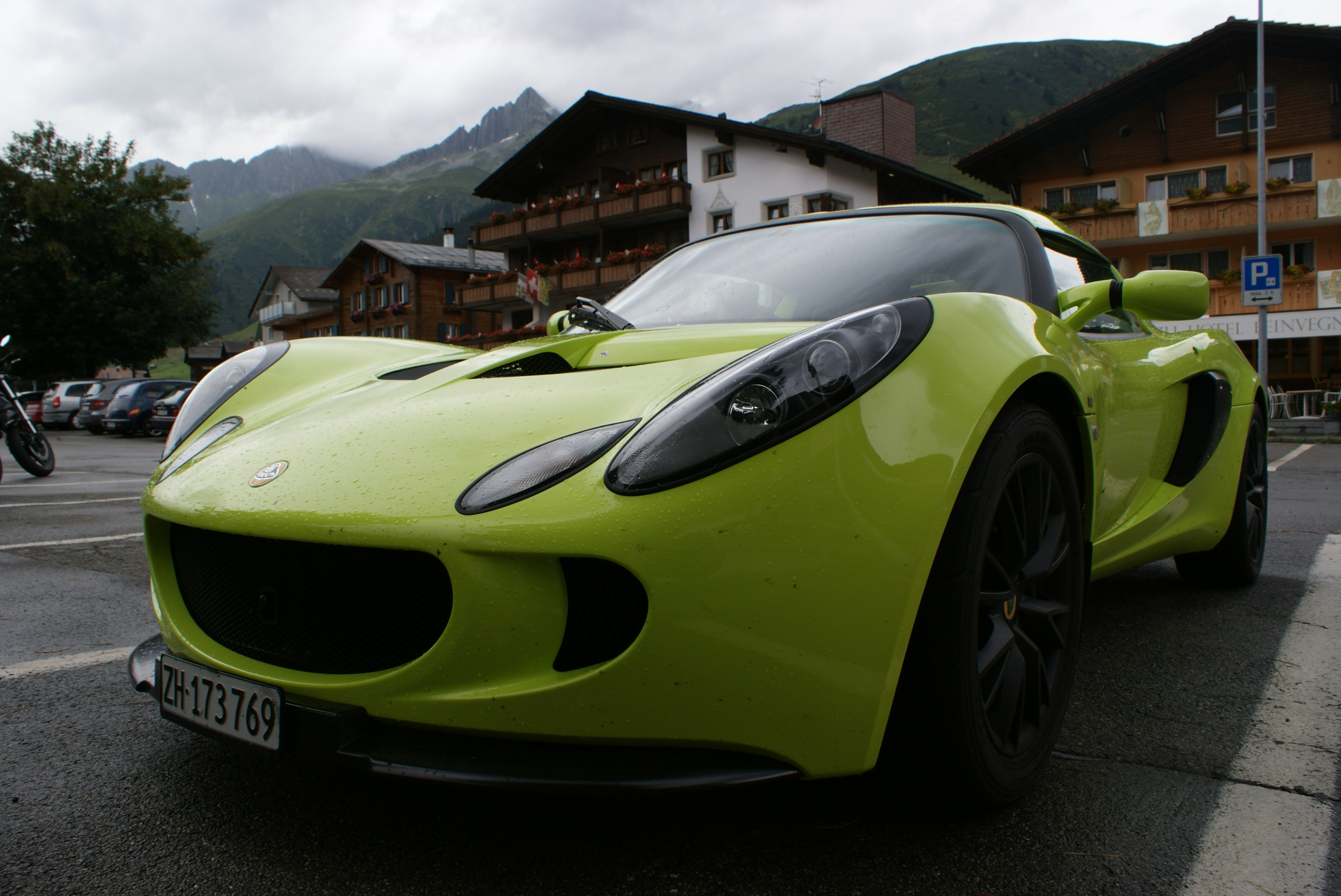
Lotus Exige S2.
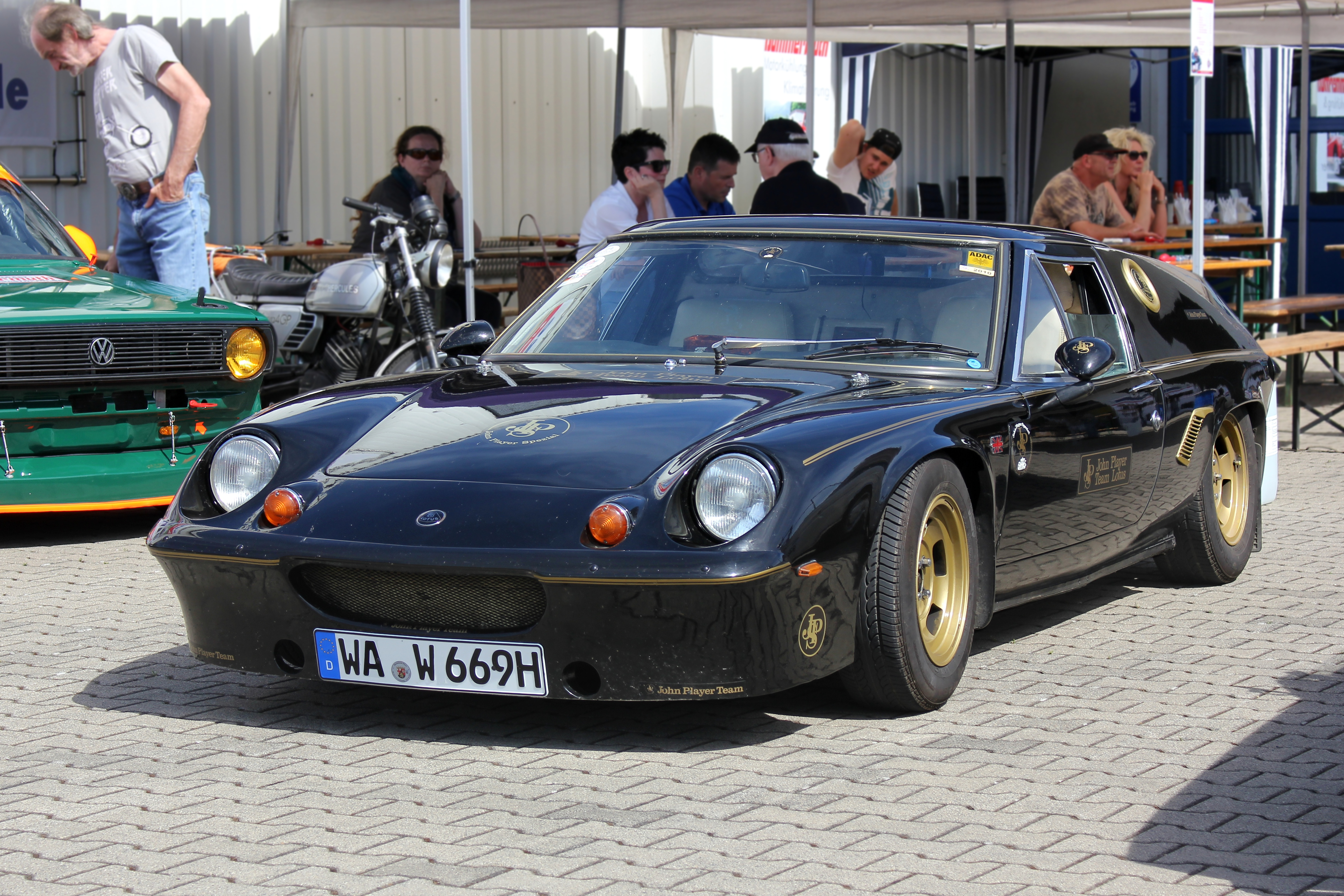
Lotus Europa.
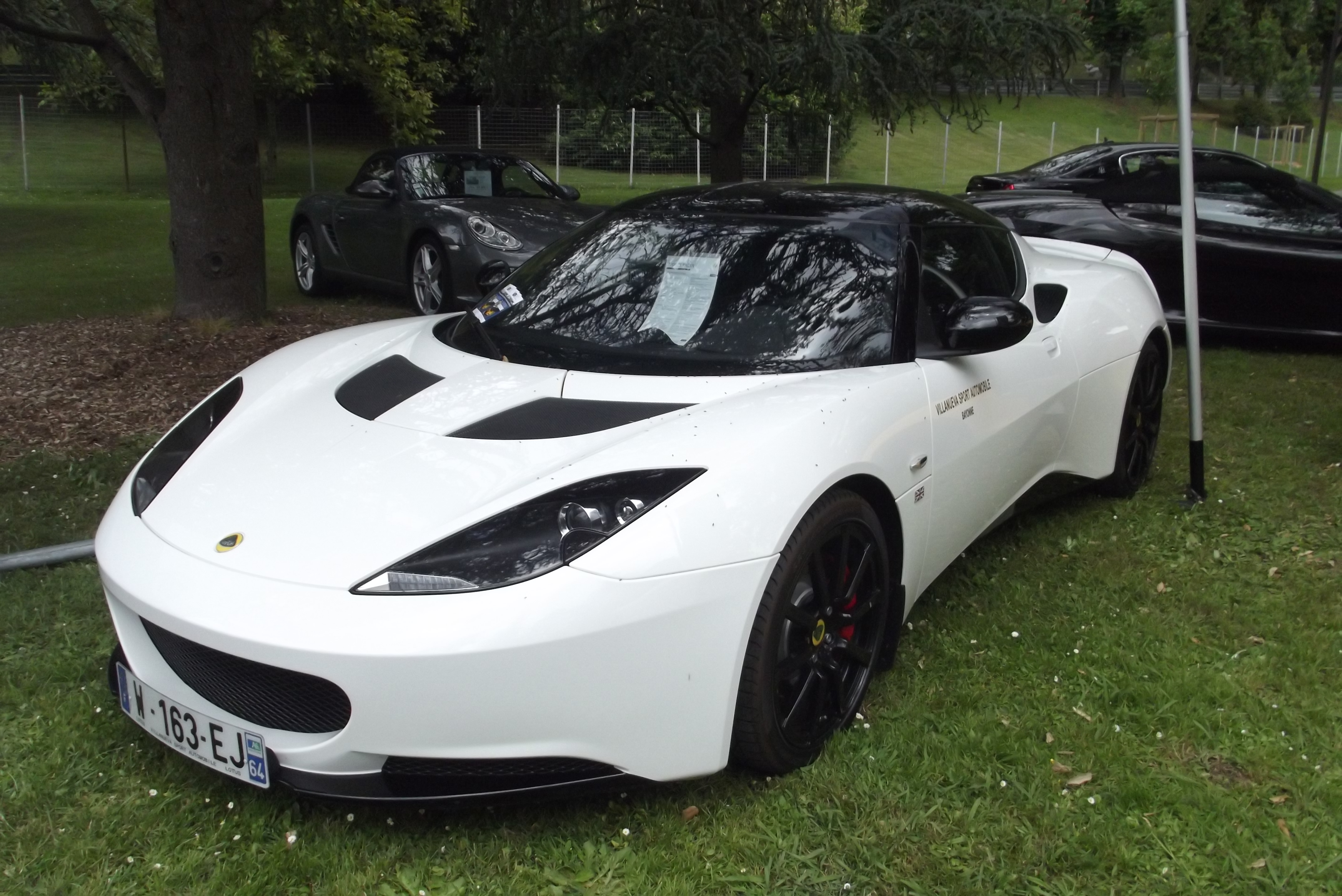
Lotus Evora.

### De 2010 à 2019
- Lotus Elise S3 (2010-2021)[5]
- Lotus Exige V6 (2012-2021)[5]

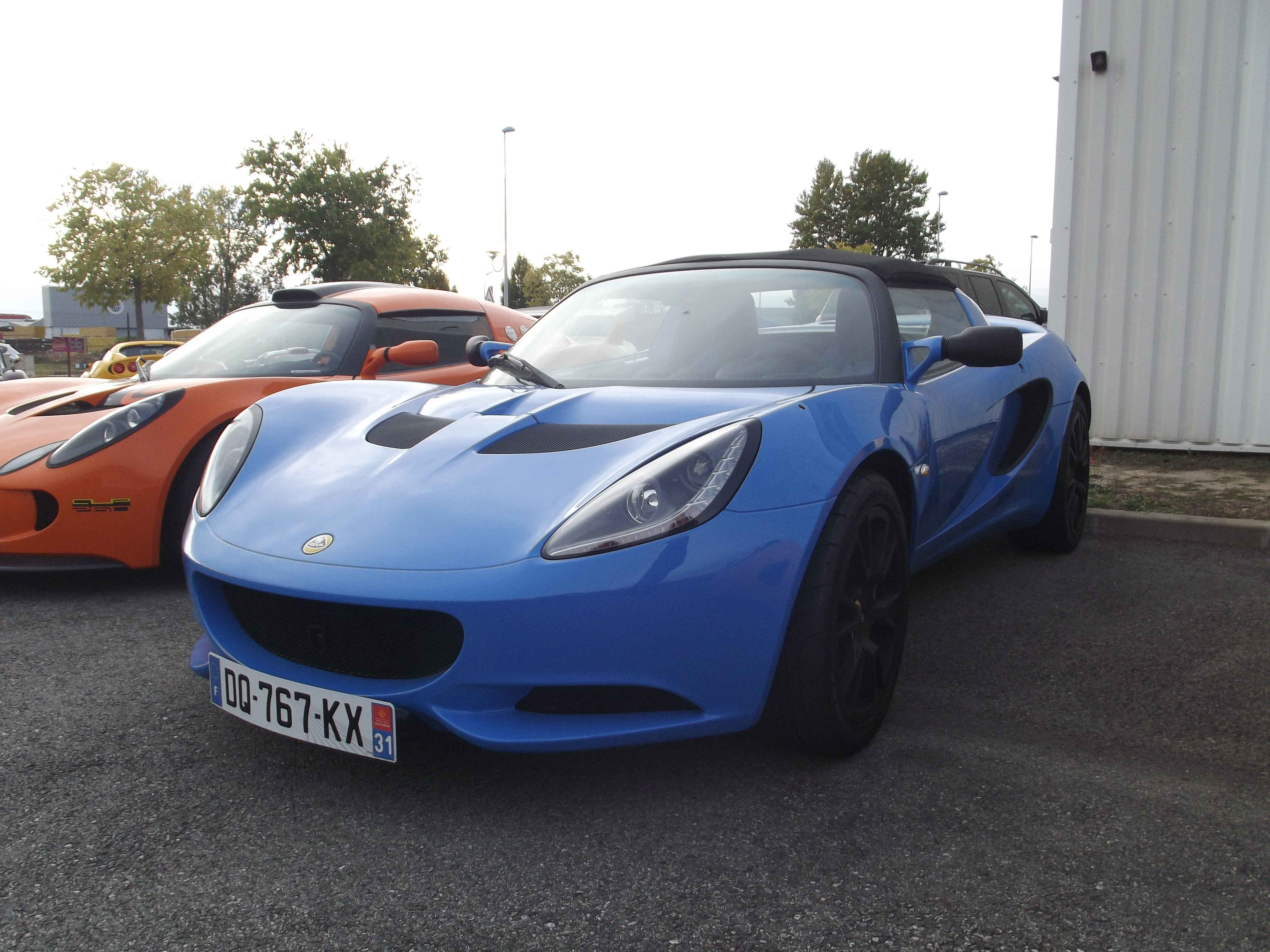
Lotus Elise S3.
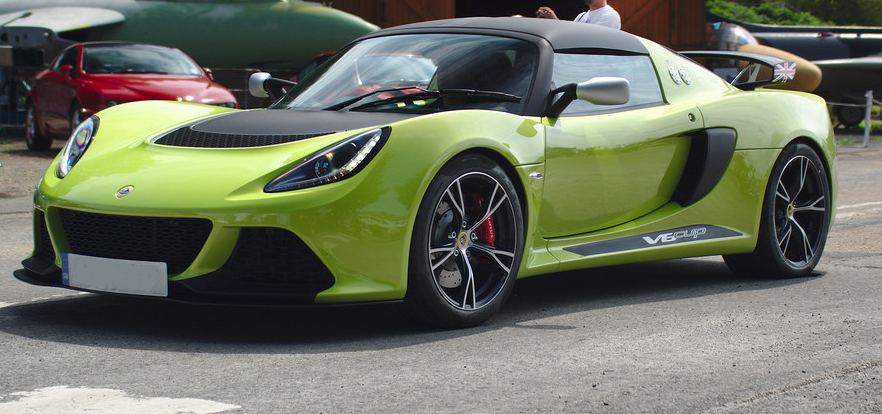
Exige V6.

### À partir de 2020
- Lotus Evija (2019)[5]
- Lotus Emira (2021)[5]
- Lotus Eletre (2022)[5]
- Lotus Emeya (2023)[5]

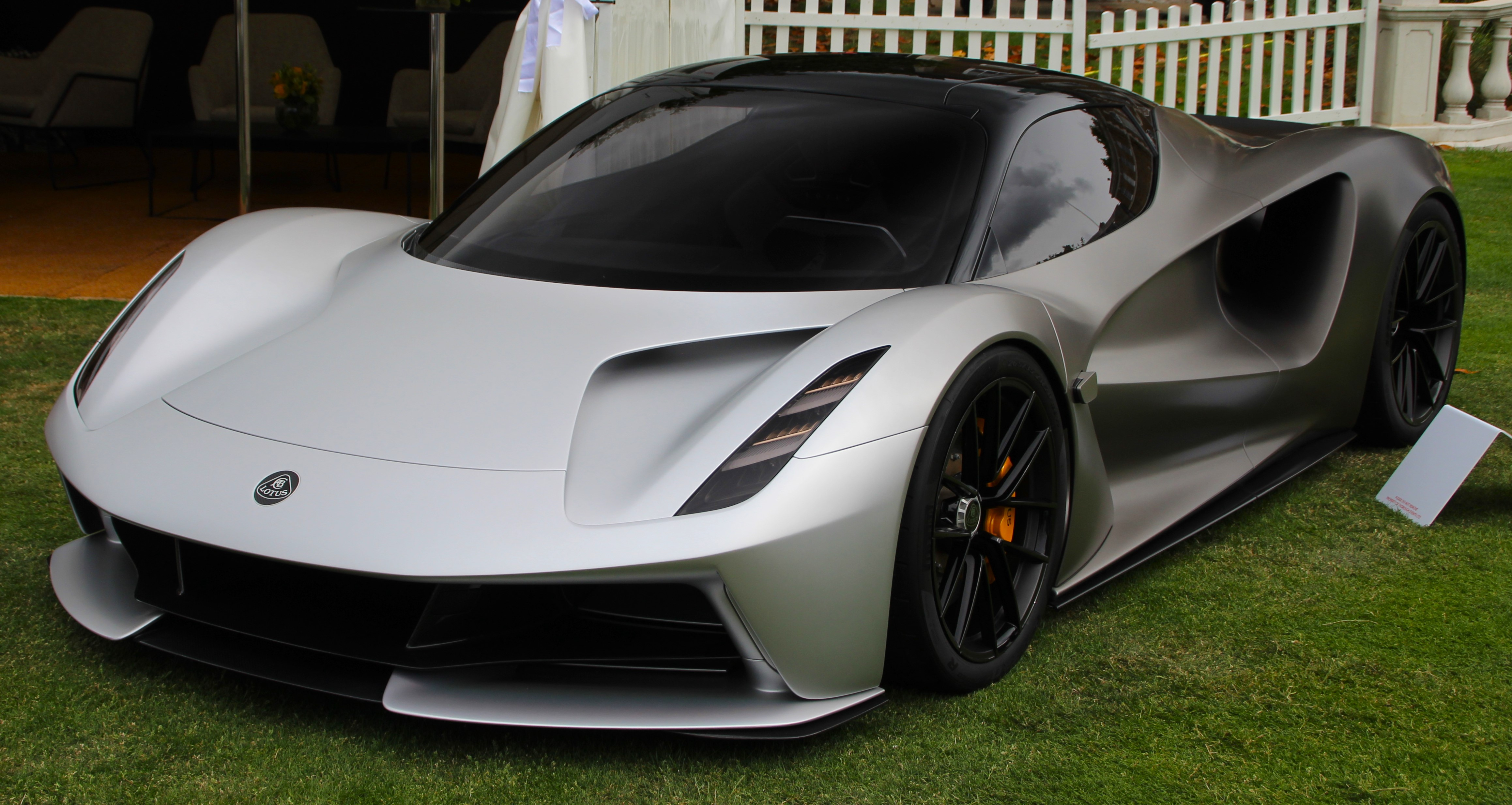
2022 Lotus Evija.
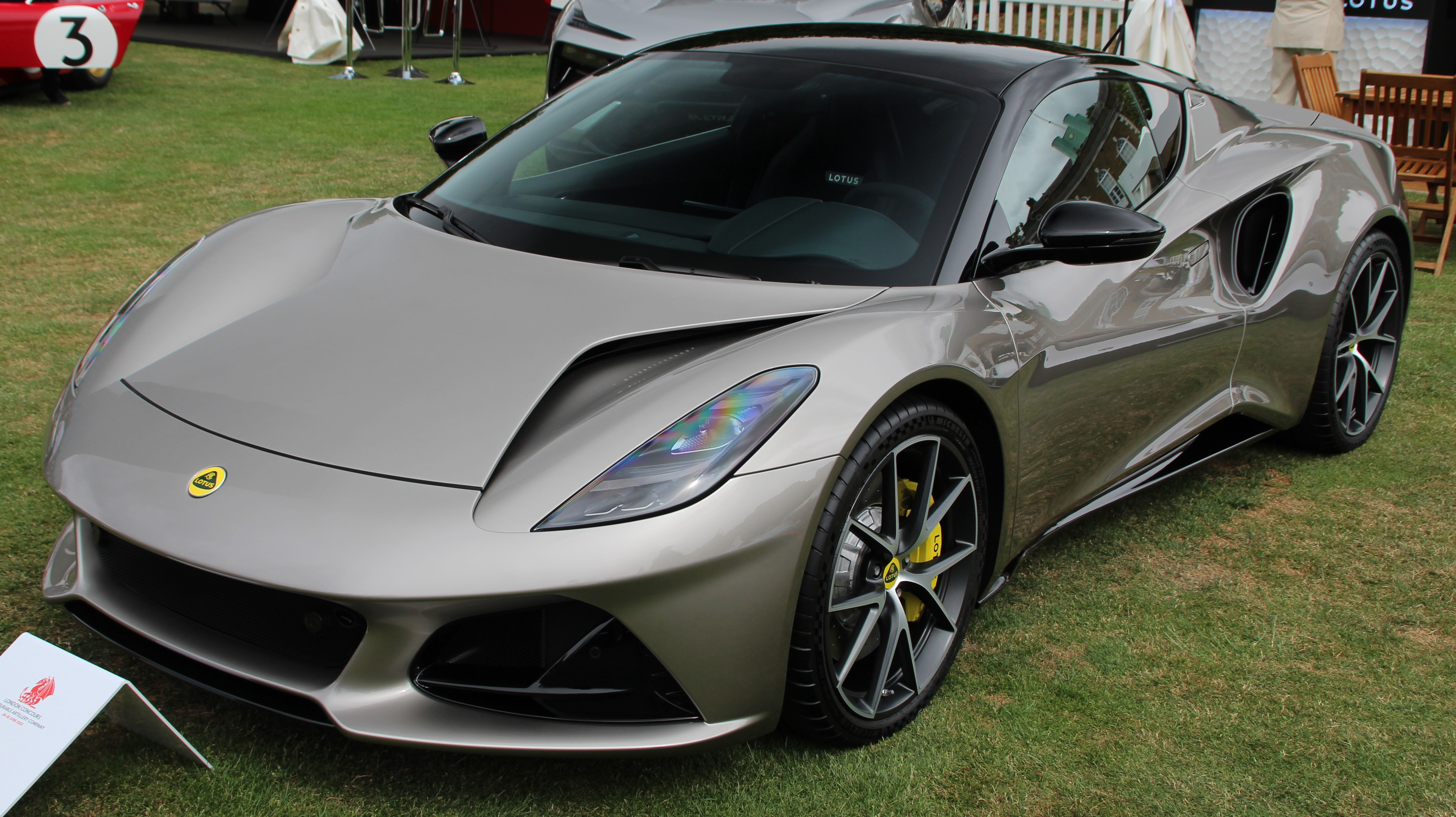
Lotus Emira.
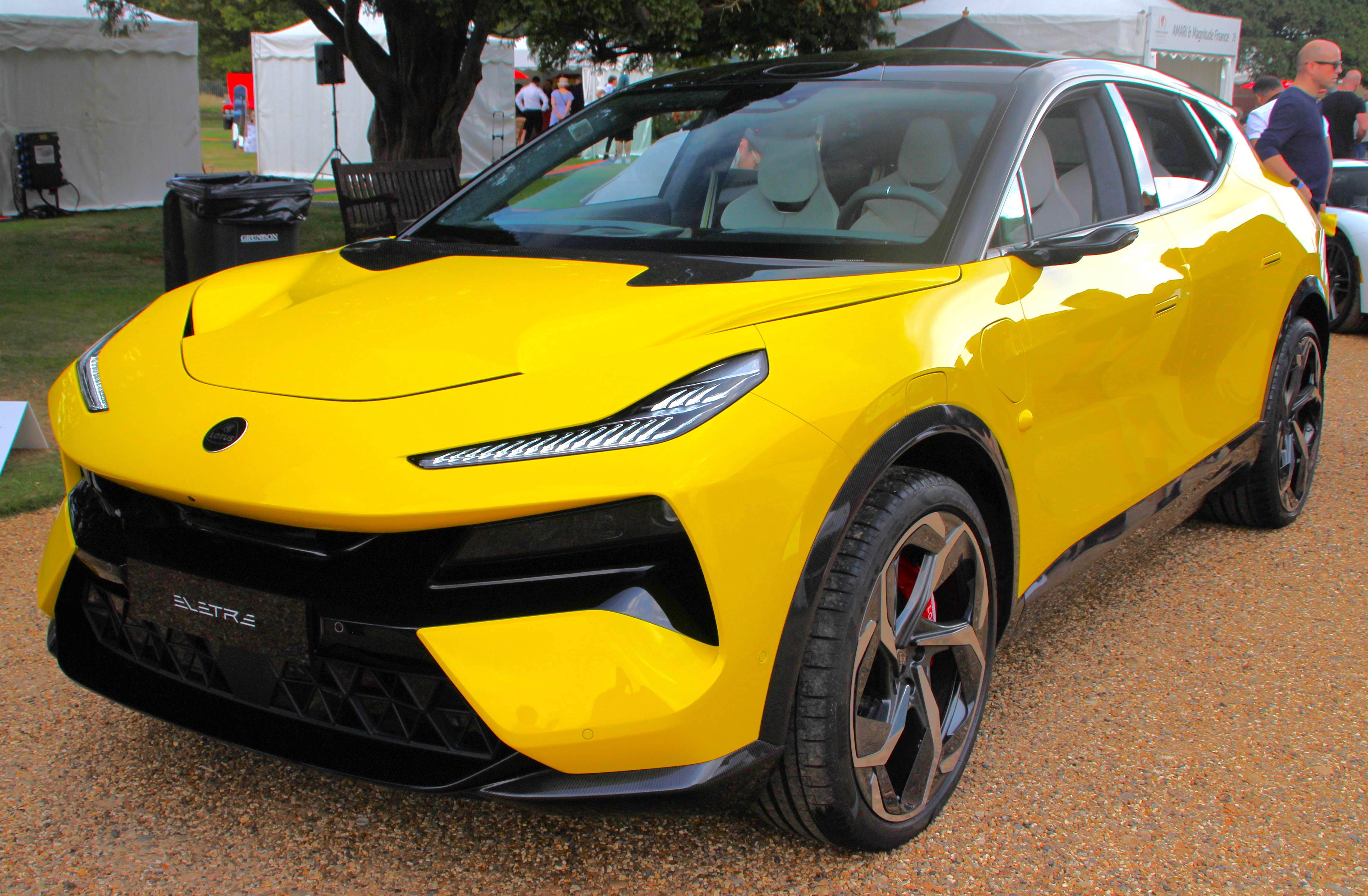
Lotus Eletre.
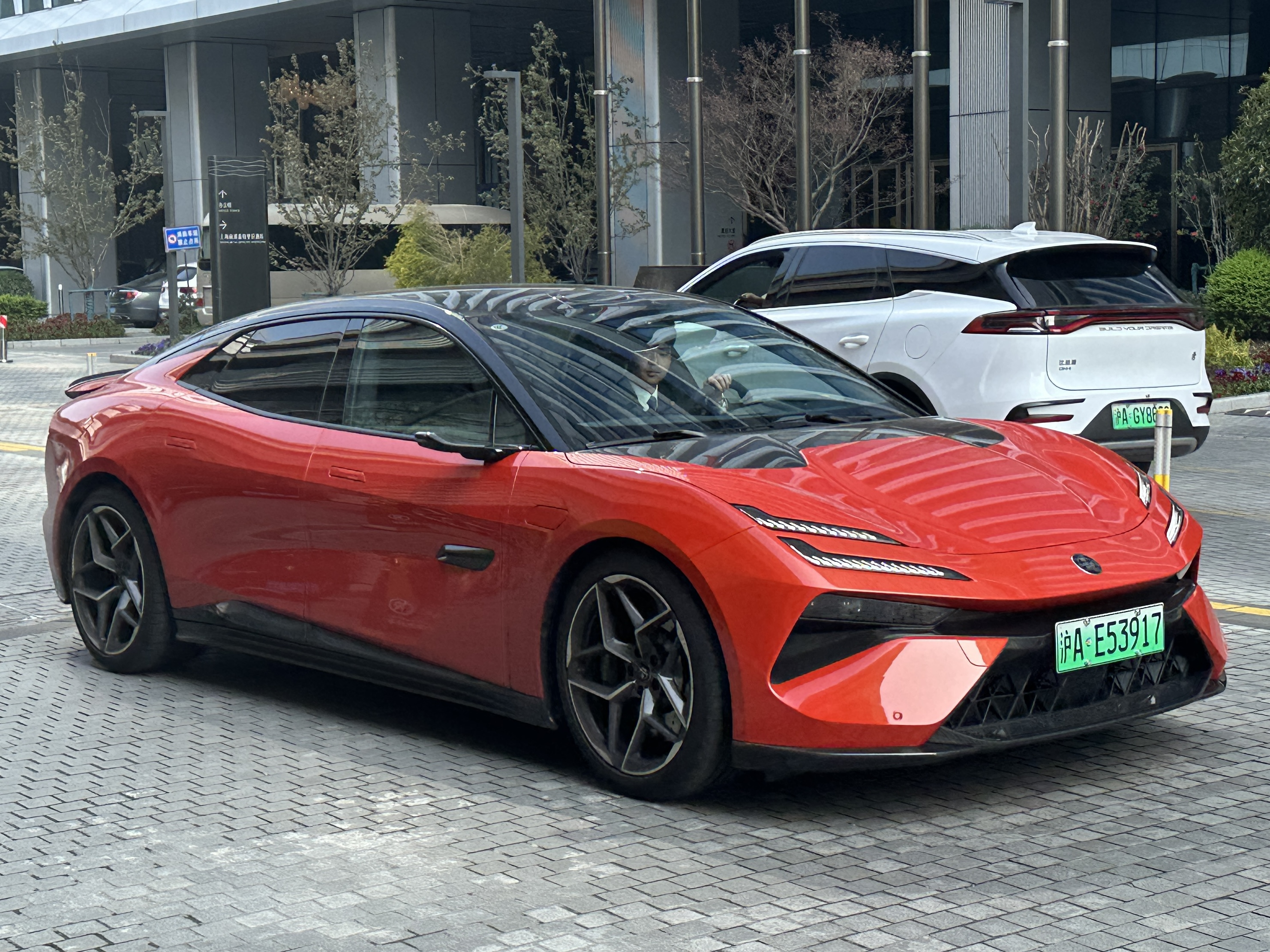
Lotus Emeya.

## Modèles de compétition
- Lotus Eleven[1] : Voiture de circuit et d'endurance
- Lotus 2-Eleven[1]
- Lotus 3-Eleven[5] : Voiture de course présentée au festival de vitesse de Goodwood de 2015.
- Lotus 12 : Premières apparitions en Formule 1 (voiture conçue pour la Formule 2)
- Lotus 15 : Voiture de circuit et d'endurance
- Lotus 16 : Voiture de F1 et F2
- Lotus 17 : Voiture de circuit et d'endurance
- Lotus 18 : Formule 1 et Formule Junior, premières victoires de Lotus en GP
- Lotus 19 : Voiture destinée aux courses d'endurance
- Lotus 20 : Formule Junior
- Lotus 21 : Formule 1 à moteur arrière, nouvelle réglementation : 1 500 cm3
- Lotus 22 : Formule Junior
- Lotus 23 : voiture de circuit et d'endurance
- Lotus 24 : Formule 1 utilisant des moteurs V8 1 500 cm3
- Lotus 25 : Formule 1 à châssis monocoque, moteur V8 Coventry Climax, championne du monde 1963
- Lotus 26R : Voiture de circuit dérivée de l'Elan
- Lotus 27 : Formule Junior, dernière de cette catégorie
- Lotus 29 : Indycar
- Lotus 30 : Voiture de circuit Groupe 7
- Lotus 31 : Formule 3, nouvelle catégorie 1 000 cm3
- Lotus 32 : Formule 2, nouvelle catégorie 1 000 cm3
- Lotus 33 : Formule 1, évolution de la Lotus 25, championne du monde 1965
- Lotus 34 : Indycar
- Lotus 35 : Formule 2 et 3
- Lotus 37 : Ou 3-Seven : Lotus 7 améliorée
- Lotus 38 : Indycar, victoire aux 500 Miles d'Indianapolis
- Lotus 39 : Formule Tasmane
- Lotus 40 : Voiture de circuit Groupe 7
- Lotus 41 (en) : Formule 2 et 3
- Lotus 42 : Indycar
- Lotus 43 : Formule 1 à moteur H16 de 3 000 cm3, nouvelle réglementation
- Lotus 44 : Formule 2
- Lotus 47 : Voiture de circuit sur base Europe moteur 1600 Twin Cam
- Lotus 48 : Formule 2
- Lotus 49 : Formule 1 à moteur porteur, championne du monde 1968 avec Graham Hill
- Lotus 51 : Formule Ford
- Lotus 51 : Formule 3
- Lotus 56 : Indycar
- Lotus 56B : Formule 1 à turbine à gaz
- Lotus 57 : Formule 2
- Lotus 58 : Formule 1 avec moteur Cosworth DFV, évolution du modèle 57
- Lotus 59 : Formule 3
- Lotus 59B : Formule 2
- Lotus 61 : Formule Ford
- Lotus 62 : Voiture de circuit prototype groupe 6
- Lotus 63 : Formule 1 à quatre roues motrices
- Lotus 64 : Indycar
- Lotus 69 : Formule 2, Formule 3, Formule Ford, Formule B, Formule Atlantic
- Lotus 70 : Formule 5000
- Lotus 72 : Formule 1 incorporant l'aérodynamique dès sa conception, championne du monde 1970 avec Jochen Rindt, en 1972 avec Emerson Fittipaldi et en 1973 (titre constructeur)
- Lotus 73 : Formule 3
- Lotus 74 : Formule 2
- Lotus 76 : Formule 1
- Lotus 77 : Formule 1
- Lotus 78 : Première F1 à effet de sol
- Lotus 79 : Formule 1 championne du monde 1978 avec Mario Andretti
- Lotus 80 : Formule 1
- Lotus 81 : Formule 1
- Lotus 86 : Formule 1 à double châssis basée sur le modèle 81
- Lotus 87 : Formule 1
- Lotus 88 : Formule 1 à double châssis
- Lotus 91 : Formule 1
- Lotus 92 : Formule 1, dernière à utiliser le V8 DFV
- Lotus 93T : Première Lotus à moteur Turbo Renault
- Lotus 94T : Formule 1
- Lotus 95T : Formule 1
- Lotus 97T : Formule 1
- Lotus 98T : Formule 1
- Lotus 99T : Formule 1
- Lotus 100T : Formule 1
- Lotus 101 : Formule 1
- Lotus 102 : Formule 1
- Lotus 102B : Formule 1
- Lotus 102D : Formule 1
- Lotus 107 : Formule 1
- Lotus 107B : Formule 1
- Lotus 107C : Formule 1
- Lotus 109 : Formule 1
- Lotus Evija X : Hypercar électrique

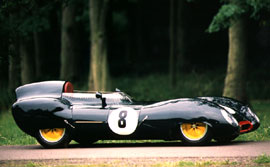
Lotus Eleven.
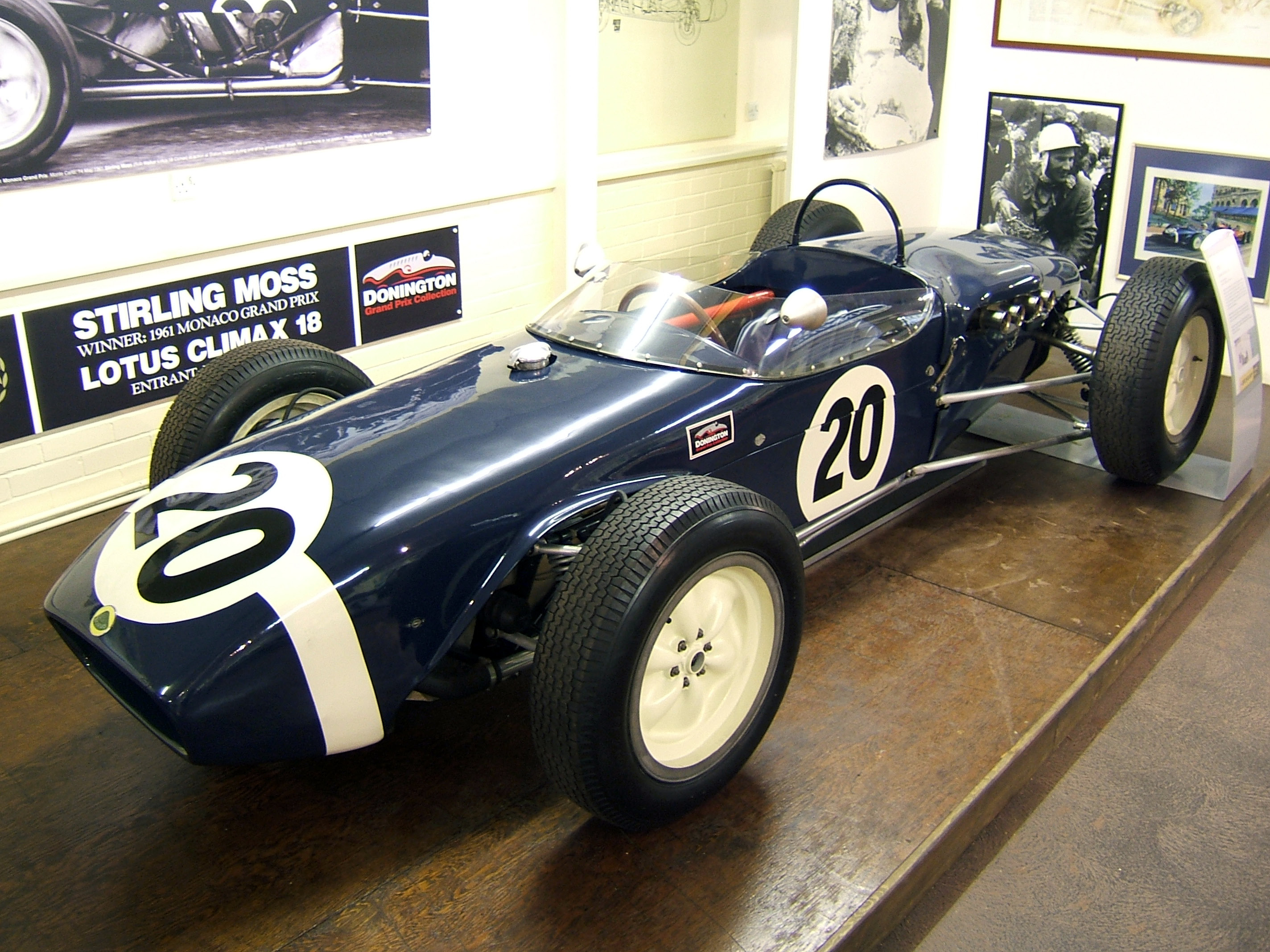
Lotus 18 1961.
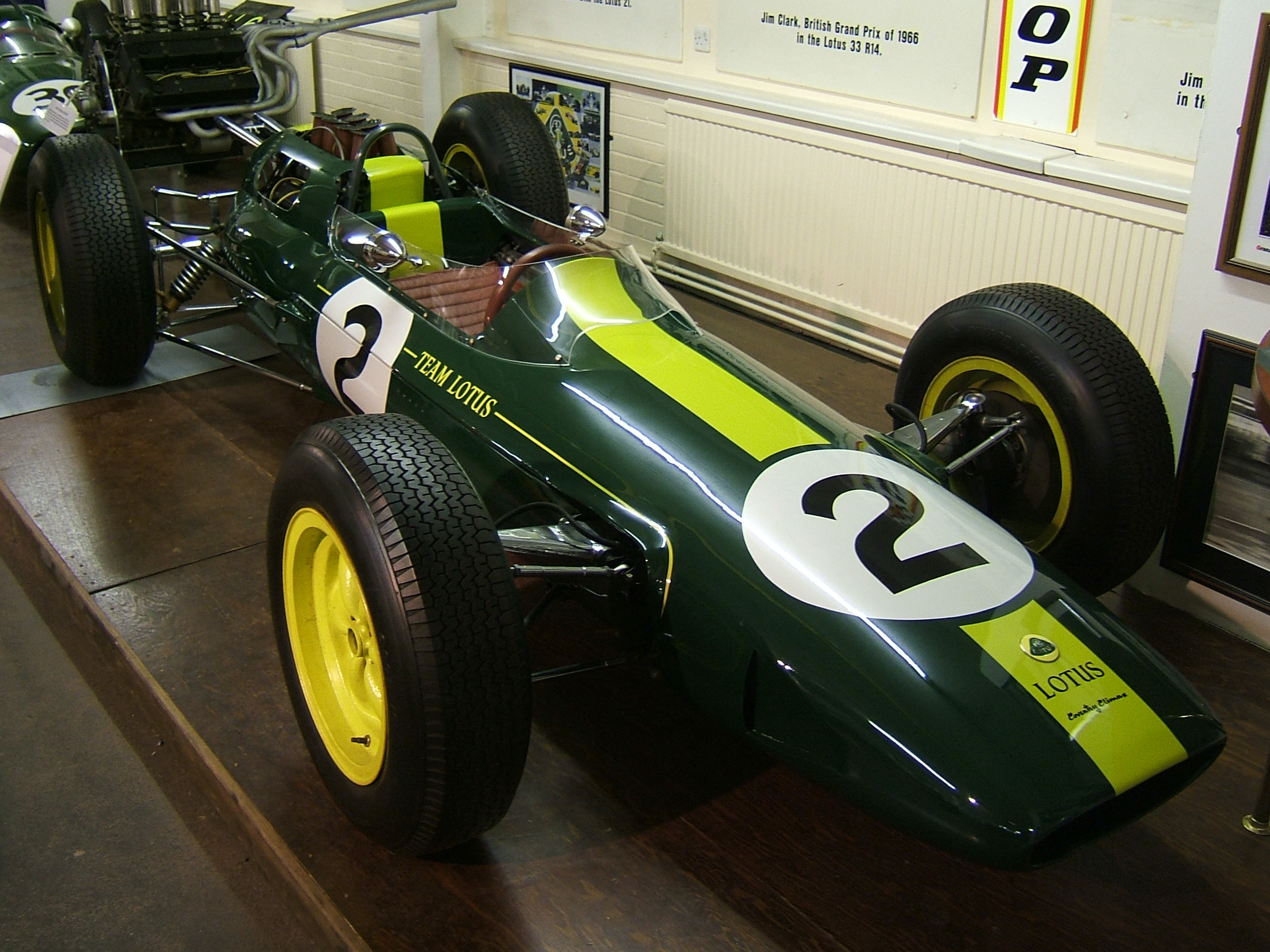
Lotus 25 (Donington Grand Prix Collection).
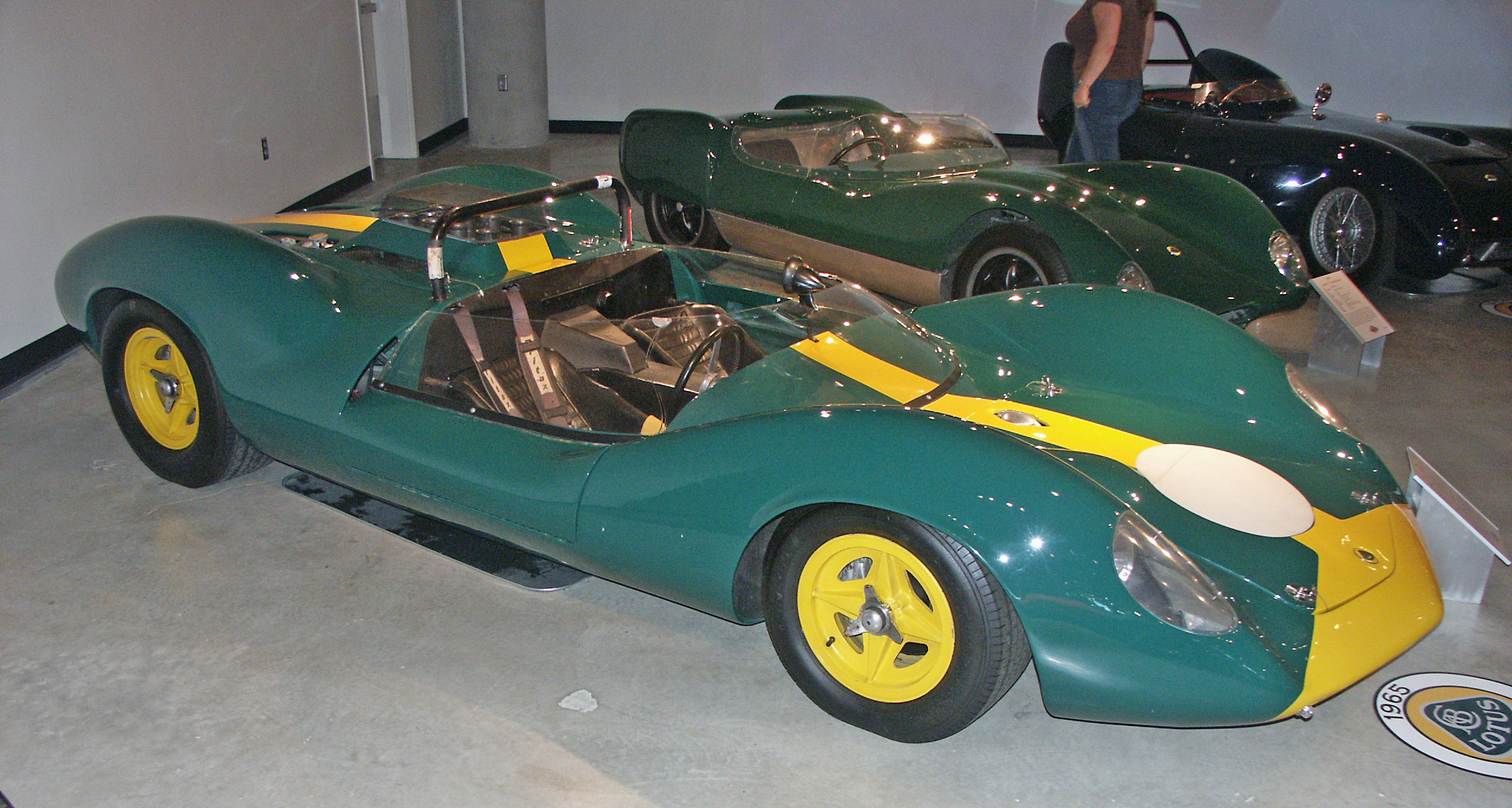
Lotus 30.
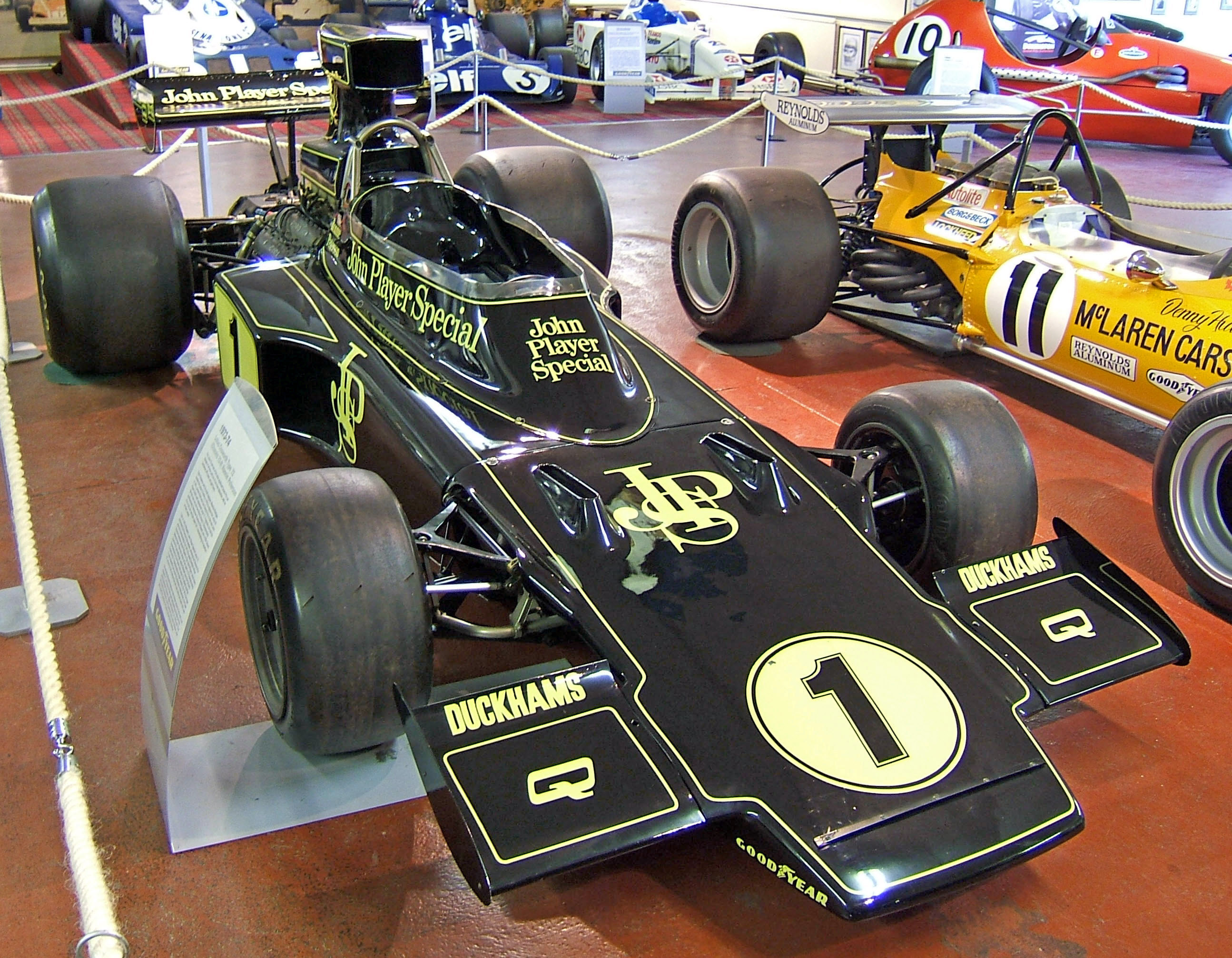
Lotus 72E châssis R8 (Donington Grand Prix Collection)
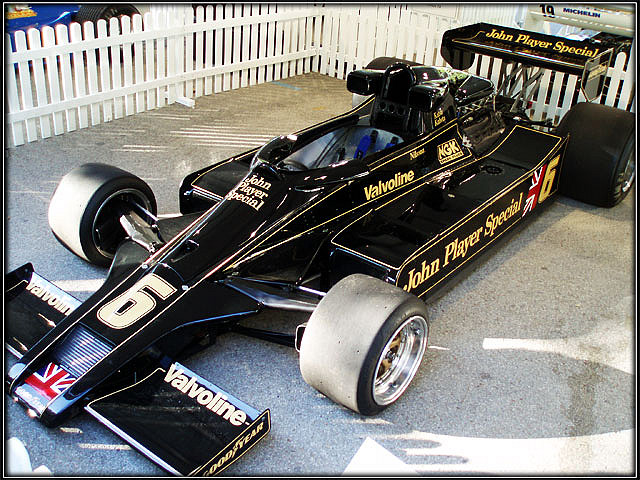
Lotus 78.
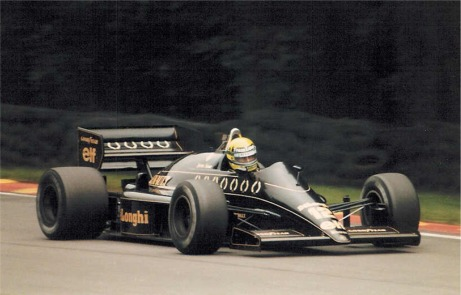
Lotus 98T.
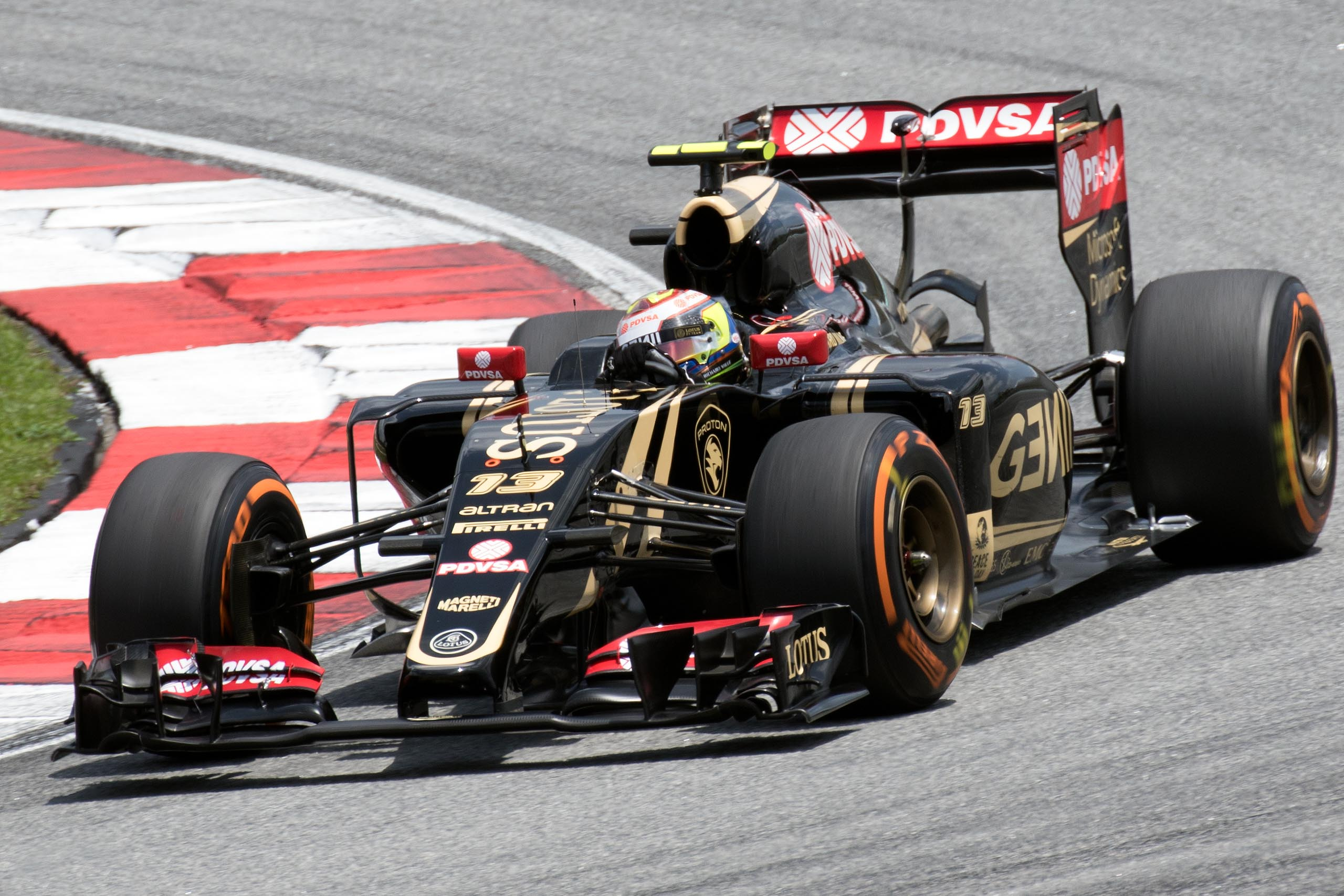
Lotus E23.

## Prototypes etconcept cars
- Lotus Etna (1984), concept car
- Lotus Emotion (1991), concept car
- Lotus Ethos (2010)
- Lotus Eterne Concept (2010)
- Lotus Elise Concept (2010)
- Lotus Elite Prototype (2010)
- Lotus Esprit Concept (2010)
- Lotus Elan Prototype (2010)
- Lotus E-R9 (2021), concept d'un prototype électrique d'endurance futur[6]
- Lotus Theory 1 (2024)[7]